# Тим Мерлије
Тим Мерлије (хол. Tim Merlier; 30. октобар 1992) белгијски је бициклиста који тренутно вози за  ворлд тур тим Судал—Квик-степ. Освојио је три пута Нокере Курсе класик, по два пута Брисел сајклинг класик и Шелдепрајс, док је по једном освојио Класик Бриж—Де Пан, Гран при де Фурмје и Бредене коксајде. Два пута је освојио првенство Белгије у друмској вожњи и једном Европско првенство у друмској вожњи, гдје је освојио и једну бронзану медаљу, док је на Европском првенству на шљунку освојио сребрну медаљу. Остварио је четири етапне побједе на Ђиро д’Италији и три на Тур де Франсу.

## Каријера

### Почетак каријере
На почетку каријере такмичио се у циклокросу и освојио је првенство Белгије за јуниоре 2010. Професионалну каријеру је почео 2011. у тиму Санвев—ровер, са којим се такмичио у циклокросу и побиједио је на трци у Лилу у оквиру такмичења Бпост банк за јуниоре у сезони 2012/13. док је још неколико трка завршио на подијуму, а у укупном пласману завршио је на шестом мјесту.
Године 2015. прешао је у тим Вастгедсервис—голден палас, са којим је остварио први велики резултат на некој друмској трци, завршивши Шал селс на трећем мјесту, након што је одспринтао групу која је дошла на циљ четири секунде иза Робина Стенита и Оливера Насена. Прву побједу на друму остварио је на трци Гроте прајс стад Зотегем 2016. побиједивши у спринту Тимотија Дипона. Године 2017. прешао је у Верандас вилемс—крелан, за који је возио такође Ваут ван Арт. Током друге сезоне у тиму остварио је двије етапне побједе и освојио је класификацију по поенима на Денмарк рунт трци.

### 2019–2022
Године 2019. прешао је у Паулес Созен—вастгедсервис, а у јуну је прешао у Коредон—сиркус, док се у циклокрос сезони 2019/20. такмичио за тим Крефен—тив сид. Крајем јуна освојио је класик Елфстеденронде побиједивши у спринту Фабија Јакобсена, а недељу дана касније освојио је првенство Белгије у друмској вожњи, гдје је побиједио у спринту испред Дипона, Ван Арта и Филипа Жилбера. На Тур Алкас трци побиједио је на двије етапе и освојио је класификацију по поенима, док је на Денмарк рунт трци побиједио на последњој, петој етапи, у спринту испред Брајана Кокара.
На почетку сезоне 2020. остварио је етапну побједу на Тур оф Анталија трци, гдје је побиједио у спринту на последњој, четвртој етапи, испред Филипа Фортина. Од марта до јула прекинута је читава сезона у бициклизму због пандемије ковида 19, а трке су или одложене или отказане. Након што се сезона наставила, крајем августа је освојио Брисел сајклинг класик, побиједивши у спринту испред Давидеа Балеринија и Насера Буанија, након чега је возио Тирено—Адријатико, гдје је побиједио на шестој етапи у спринту испред Паскала Акермана, што му је била прва побједа на некој трци у ворлд туру. У финишу сезоне завршио је Шелдепрајс на четвртом мјесту, а Дридагсе Бриж—Де Пан на трећем, одспринтавши групу која је дошла на циљ 22 секунде иза Ива Лампара и секунду иза Тима Деклерка који је напао у финишу.
Године 2021. у марту је освојио класик Ла Семин, гдје је побиједио у спринту испред Расмуса Тилера, а пет дана касније је освојио класик Гроте прајс Жан Пјер Монсере, гдје је побиједио испред Марка Кевендиша, док је средином марта освојио Бредене коксајде класик, гдје је побиједио у спринту испред Мадса Педерсена. Дварс дор Фландерен је завршио на трећем мјесту, у групи која је дошла на циљ 26 секунди иза Дилана ван Барлеа, који је напао на 50 km до циља и остварио соло побједу, а у спринту групе је побиједио Кристоф Лапорт. У мају је возио своју прву гранд тур трку — Ђиро д’Италију, гдје је остварио побједу на другој етапи испред Ђакома Ницола и Елије Вивијанија, чиме је преузео мајицу за лидера класификације по поенима. Трку је напустио прије почетка етапе 11 због умора, изјавивши да више не може да спринта за побједу. У јулу је возио Тур де Франс по први пут, заједно са Јаспером Филипсеном и Метјуом ван дер Пулом. На трећој етапи, Ван дер Пул је радио на челу у последњем километру, затим је Филипсен изашао на чело да га спроведе за спринт, а у последњих 200 метара су иза њега пали Кејлеб Јуан и Петер Саган, након чега је почео да спринта и побиједио је испред Филипсена, који је наставио да спринта до циља. У наставку трке је он радио за Филипсена, који није успио да оствари побједу, већ је два пута завршио иза Кевендиша, а током девете етапе, Мерлије је напустио Тур након што је у брдима отпао од групета и процијенио је да неће завршити у временском лимиту. У августу је возио Бенелукс тур, гдје је побиједио на првој етапи испред Фила Баухауса, а затим је побиједио на четвртој етапи испред Педерсена.
На почетку 2022. побиједио је на другој етапи на Тирено—Адријатику испред Олава Која и Кејдена Гроувса, Три дана након Тирено—Адријатика освојио је класик Нокере Курсе испред Макса Валшајда, а крајем марта освојио је Класик Бриж—Де Пан испред Груневегена. У јуну је освојио првенство Белгије у друмској вожњи по други пут, побиједивши у спринту испред сувозача из Алпесин—феникса — Јордија Меуса и Филипсена, након чега је освојио бронзану медаљу на Европском првенству у друмској вожњи, завршивши иза Јакобсена и Арноа Демара. У августу и септембру је возио Вуелта а Еспању по први пут, гдје је другу етапу завршио на трећем мјесту, иза Сема Бенета и Педерсена, а затим је и етапу 11 завршио на трећем мјесту, иза Гроувса и Денија ван Попела. На крају сезоне освојио је Меморијал Рик ван Стенберген, испред Кевендиша и Груневегена.

### 2023—
У августу 2022. потписао је трогодишњи уговор са тимом Судал—Квик-степ. На почетку сезоне 2023. побиједио је на првој етапи на Тур оф Оман трци, испред Давида Декера, а затим је побиједио на првој етапи на УАЕ туру, испред Јуана и Кевендиша. Побиједио је и на шестој етапи испред Бенета и Груневегена и освојио је класификацију по поенима седам поена испред сувозача Ремка Евенепула. Сезону је наставио на Париз—Ници, гдје је побиједио на првој етапи испред Бенета и Педерсена и узео је прву лидерску мајицу, али је напустио трку прије почетка последње, осме етапе. Три дана касније освојио је Нокере Курсе други пут заредом, након чега је крајем априла освојио Лаједал Курсе критеријум испред Филипсена и Арноа де Лија. У августу је возио Тур де Полоње, гдје је побиједио на првој етапи испред Која и Фернанда Гавирије, након чега је побиједио и на последњој, седмој етапи, испред Арвина де Клајна и Гавирије. У септембру је возио Около Словенска трку, гдје је побиједио на другој етапи испред Сеса Бола и Колбија Симонса, а затим и на четвртој испред Бола и Луке Колнагија и освојио је класификацију по поенима, док је тим Судал—Квик-степ остварио свих пет побједа, а Реми Кавања је освојио трку. У финишу сезоне је освојио сребрну медаљу на Европском првенству у бициклизму на шљунку, завршивши минут и 20 секунди иза Јаспера Стојвена. Сезону је завршио са 11 побједа, што му је било највише у каријери и току једне сезоне.
Сезону 2024. почео је на Алула туру, гдје је побиједио на двије етапе заредом, на трећој испред Арвина де Клајна и Каспера ван Удена и на четвртој испред Брајана Кокара и Ван Удена, а захваљујући побједама освојио је класификацију по поенима, са истим бројем поена као Ван Уден. Сезону је наставио на УАЕ туру, гдје је остварио три етапне побједе и освојио је класификацију по поенима, поставши први возач који је остварио три побједе на једном издању УАЕ тура. У марту је возио Тирено—Адријатико, гдје је другу етапу завршио на другом мјесту иза Филипсена, након чега је трку напустио на последњој, седмој етапи, након што је отпао од групе на око 90 km до циља. Три дана касније освојио је Нокере Курсе класик трећи пут заредом, испред Јакобсена и Филипсена, након чега је Бриж—Де Пан завршио на другом мјесту у спринту, иза Филипсена, а послије трке је изјавио да га је Филипсен одгурнуо раменом како би прошао и да је морао да кочи на 200 метара до циља или би неко од њих двојице пао. Почетком априла је освојио Шелдепрајс испред Филипсена и Груневегена, након чега је возио Париз—Рубе али је морао да га напусти због пада. У мају је возио Ђиро д’Италију, гдје је на трећој етапи побиједио испред Милана и Грмаја, а затим је побиједио на етапи 18 испред Милана и Гроувса и на последњој, етапи 21, опет испред Милана и Гроувса, чиме је постао први белгијски возач који је побиједио на три етапе у спринту на Ђиро д’Италији послије 46 година. У јуну је возио Белгијум тур, гдје је на другој етапи побиједио испред Филипсена и Која, а затим је побиједио и на последњој, петој етапи, испред Филипсена и Тома ван Асбрука. У августу је возио Тур де Полоње, гдје је побиједио на петој етапи испред Меуса и Која, а последњу, седму етапу, завршио је на другом мјесту, иза Која. Средином септембра је возио друмску трку на Европском првенству, гдје је био лидер Белгије заједно са Филипсеном, а селектор Свен Вантхуренхут је изјавио да ће обојица да добију једнаке шансе за спринт, чак иако буду спринтали један против другога и да је изабрао обојицу јер су обојица потенцијални побједници и да тако Белгија има више шанси. У спринту је побиједио испред Која и Мадиса Микелса, док је Филипсен завршио на четвртом мјесту. Послије трке изјавио је да му је на 300 метара до циља спао ланац али да се брзо вратио назад на зупчаник и могао је да спринта. Пет дана послије Европског првенства освојио је Кампиунсхап ван Фландерен испред Де Клајна и Филипсена, а два дана касније освојио је Гојксе пајл испред Меуса и Која. То му је била 16 побједа у сезони и 50 у каријери. На крају сезоне возио је Свјетско првенство на шљунку, које је завршио на осмом мјесту, четири минута иза Ван дер Пула. У сезони је остварио 16 побједа, што му је било највише у једној сезони, а такође је завршио на другом мјесту по броју побједа од свих возача, иза Тадеја Погачара који је остварио 25 побједа.
Сезону 2025. почео је на Алула туру, гдје је побиједио на првој етапи испред Хуана Себастијана Молана и Мајкела Зајларда, а затим и на трећој испред Груневегена и Молана. Сезону је наставио на УАЕ туру, гдје је четврту етапу завршио на другом мјесту, иза Милана, а затим је остварио двије побједе заредом, на петој етапи испред Матеа Малучелија и Милана, а затим на шестој етапи испред Филипсена и Милана. У марту је возио Париз—Ницу, гдје је побиједио на првој етапи испред Демара и Алберта Даинезеа, а затим је на другој етапи побиједио испред Емилјена Женијеа и Педерсена. Пред последњу, осму етапу, заостајао је два поена иза Педерсена у класификацији по поенима, али је Педерсен нападао од почетка етапе, Мерлије је отпао рано од групе и напустио је трку. Крајем марта возио је Гент—Вевелгем, на којем је Педерсен напао на око 80 km до циља, што је пратило још возача, а затим је Педерсен напао на 60 km до циља, што нико није пратио. До краја је повећавао предност и побиједио је 49 секунди испред главне групе, коју је одспринтао Мерлије и завршио на другом мјесту, испред Милана. Десет дана касније освојио је Шелдепрајс другу годину заредом, испред Филипсена и Матеа Москетија. Дана 8. јуна освојио је Брисел сајклинг класик, на којем је побиједио испред Алексиса Ренара и Де Лија, а десет дана касније возио је Белгијум тур, гдје је побиједио на првој етапи испред Молана и Итана Вернона. На последњој, петој етапи, побиједио је испред Молана и Кима Хајдука и завршио је на другом мјесту у класификацији по поенима, два поена иза Молана. У јулу је возио Тур де Франс први пут послије 2021. гдје је био један од лидера тима, поред Ремка Евенепула који се борио за генерални пласман. На првој етапи се група у финишу раздвојила, остао је иза прве групе и завршио је 40 секунди иза Филипсена који је побиједио и узео прву жуту мајицу. На трећој етапи је побиједио испред Милана и Баухауса, што му је била друга побједа у каријери на Туру. На деветој етапи је побиједио испред Милана и Де Лија, након што је Ван дер Пул, који је био у бијегу 173 километра, достигнут на 750 метара до циља. На етапи 17 је учествовао у паду у финишу, због чега је отпао од водећих и није могао да спринта за побједу, док на последњој, етапи 21, чији је циљ био на Јелисејским пољима у Паризу, није могао да прати кад је напао Жилијен Алафилип на првом прелазу преко успона Коте де ла буте Монмартр, и завршио је на 130 мјесту, док је Ван Арт остварио соло побједу.

## Приватни живот
Његов брат Брам је такође био професионални бициклиста, који се такмичио у циклокросу.
Дана 1. фебруара 2023. добио је сина Жила са девојком Камерон Ванденбруке, ћерком бившег бициклисте Френка Ванденбрукеа.